# Niusalo
Niusalo är en ö i Finland. Den ligger i sjön Mallasvesi och i kommunen Pälkäne i den ekonomiska regionen Tammerfors och landskapet Birkaland, i den södra delen av landet, 130 km norr om huvudstaden Helsingfors. Öns area är 3,7 hektar och dess största längd är 480 meter i nord-sydlig riktning.